# Bretxa de Romer
La bretxa de Romer, en anglès: Romer's gap, és un exemple d'un buit aparent en el registre fòssil dels tetràpodes que és objecte d'estudi en biologia evolutiva. Aquestes llacunes representen períodes durant els quals els paleontòlegs no han trobat fòssils rellevants. La bretxa de Romer rep el nom de paleontòleg Alfred Romer, el primer que la va reconèixer.

## Edat
La bretxa de Romer va discórrer des de fa aproximadament 360-345,000,000 anys, que corresponen als primers 15 milions d'anys del Carbonífer, al període del Tournaisià. La bretxa forma una discontinuïtat entre els boscos primitius i l'alta diversitat de peixos del final Devonià i els més moderns conjunts aquàtics i terrestres de principis del Carbonífer.

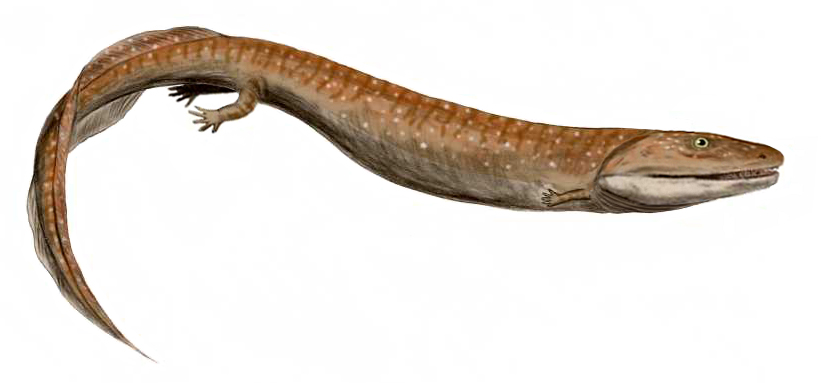
Crassigyrinus, un tetràpode del forat de Romer

## Mecanisme de la bretxa
Hi ha hagut un intens debat sobre els motius d'haver-hi tan pocs fòssils en aquest període. S'ha suggerit que pot ser causat per problemes en la fossilització amb diferències en la geoquímica d'aquell període que no afavorien la formació de fòssils. També, s'ha postulat que els excavadors simplement no havien fet prospeccions en els llocs adequats. Tanmateix, s'ha fet evident l'existència d'un veritable punt baix en la diversitat dels animals vertebrats.
És remarcable que hi ha pocs fòssils d'animals terrestres o aquàtics que datin d'aquesta bretxa En vertebrats terrestres i artròpodes, les dades recents de geoquímica del Paleozoic estan correlacionades amb el forat de Romer i que en aquesta època la concentració d'oxigen de l'atmosfera era inusualment molt baixa (com es pot comprovar amb l'anàlisi de les roques formades en aquell període).
Els vertebrats aquàtics, els quals inclouen la majoria dels tetràpodes durant el Carbonífer, estaven recuperant´se de l'Extinció del Devonià Tardà que va precedir la bretxa de Romer. En l'Esdeveniment de Hangenberg, la majoria dels grups marins i d'aigua dolça van quedar reduïts a pocs llinatges, encara que el mecanisme d'aquesta extinció no resta clar. Abans d'aquest esdeveniment, els oceans i els llacs estaven dominats per peixos placoderms.
La baixa biodiversitat de peixos marins a l'inici de la bretxa de Romer coincideix la sobtada abundància d'equinoderms crinoides durant el mateix període. El Tournaisià fins i tot ha estat anomenat l' "Edat dels Crinoides".

## Fauna

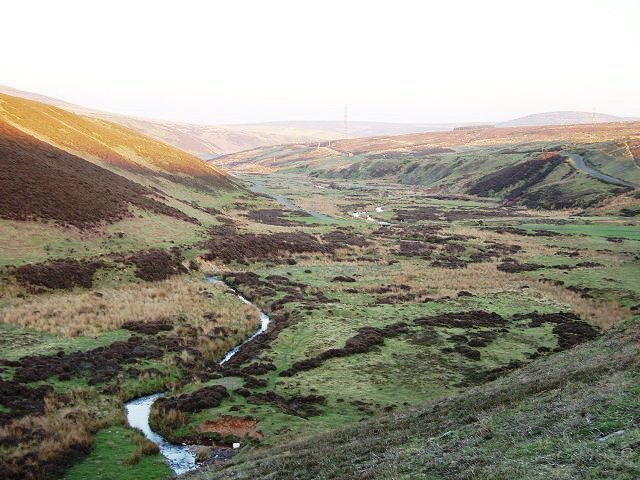
Whiteadder Water a Escòcia és un dels pocs llocs que aporten fòssils de tetràpodes de la bretxa de Romer.

La bretxa en el cas del registre dels tetràpodes s'ha anat tancat progressivament amb els descobriment de tetràpodes del principi del Carbonífer com Pederpes i Crassigyrinus. L'East Kirkton Quarry, de Bathgate, a Escòcia, ha aportat fòssils de tetràpodes de l'inici i del centre del: Balanerpeton, Silvanerpeton i Eldeceeon i un protoamniota espectacular, Westlothiana. Tanmateix, el material del primer estadi del Carbonífer, el Tournaisià, és típicament pobre en peixos.
Les anàlisis recents dels jaciments Blue Beach a Nova Escòcia suggereixen que "la fauna primerenca de teràpodes no és fàcilment divisible entre les faunes Devoniana i Carbonífera, suggerint així que alguns teràpodes no van patir l'esdeveniment de l'extinció del Devonià “

## Localitat del Tournaisià
Durant molts d'anys, després que es reconegués la bretxa de Romer els únics dos llocs que aportaven fòssils de tetràpodes del Tournaisià eren un a East Lothian, Escòcia i l'altre a Blue Beach, Nova Escòcia, on el 1841, Sir William Logan, va trobar empremtes d'un tetràpode.
L'abril de 2013 científics associats amb el British Geological Survey (BGS) i els Museus Nacionals d'Escòcia van anunciar el projecte “TW:eed project” (Tetrapod World: early evolution and diversification), en el qual farien una perforació de 500 metres en una localitat prop de Berwick-upon-Tweed on s'esperava completar una mostra de sediments del Tournaisià sense discontinuïtats. El nucli de roca produiria un calendari on es podrien distribuir adequadament els fòssils. El projecte es va allargar fins al 2015.